# Ctenophthalmus edwardsi
Ctenophthalmus edwardsi är en loppart som beskrevs av Jordan 1937. Ctenophthalmus edwardsi ingår i släktet Ctenophthalmus och familjen mullvadsloppor. Inga underarter finns listade i Catalogue of Life.